# Rezzo
Rezzo este o comună din provincia Imperia, în regiunea Liguria (Italia).

## Demografie
Rezzo - evoluția demografică

|  | Graficele sunt indisponibile din cauza unor probleme tehnice. Mai multe informații se găsesc la Phabricator și la wiki-ul MediaWiki. |

Date: Recensăminte sau birourile de statistică - grafică realizată de Wikipedia